# Проблеми сучасного підручника середньої і вищої школи

Проблеми сучасного підручника середньої і вищої школи. 2007 р.

Пробле́ми сучасного підру́чника сере́дньої і ви́щої шко́ли (ISSN 1810-4126) — серійне видання Українського культурологічного центру в Донецьку. Видається з 2001 р. Присвячене актуальним проблемам створення сучасного підручника і посібника для загальноосвітніх шкіл та вищих навчальних закладів в Україні та посібників і підручників для української діаспори.
Партнери видання: Донецька філія центру гуманітарної освіти Національної академії наук України, Донецьке відділення Наукового Товариства імені Шевченка.
Редакційна колегія: к.пед.наук, доц. В. В. Оліфіренко; наук. д. тех. наук, проф. В. С. Білецький, к.філос. наук., проф. І. Т. Пасько. До редакційної колегії вип. 1 входив док. іст. наук, проф. В. І. Петренко, вип. 2 — докт. техн. наук, проф. В. І. Саранчук.
За період 2001—2007 рр. побачило світ 4 (чотири) числа наукового збірника праць «Проблеми підручника середньої і вищої школи».
Обсяг одного числа — 7-10 друкованих аркушів. Мова видання — українська.
Автори матеріалів, вміщених у збірнику, — науковці Донецька, Слов'янська, Краматорська, Бердянська, а також Краснодара, Запоріжжя. Статті надходять і з-за кордону — з Польщі, Франції, ФРН, Російської Федерації, Канади.
Мережа розповсюдження включає основні бібліотеки України, вищі навчальні заклади. Крім того, часопис надходить у ряд спеціалізованих організацій, зокрема «Сейбр-Світло», за кордон.
У зв'язку з Російсько-Українською війною 2014-… рр. випуск збірника призупинено.